# Anímic
Anímic är en katalansk (spansk) neofolk-grupp bildad 2003 och som fram till 2017 givit ut sex album. Gruppens keyboardist Ferran Palau har under 2010-talet parallellt haft en solokarriär som singer-songwriter.

## Karriär

### Bakgrund och debut
Anímic består i första hand av medlemmarna Ferran Palau, Louise Sansom, Núria Monés, Juanjo Montañés i Miquel Plana, med Palau och Monés som ledarfigurer. Sånginsatserna i gruppen har delats mellan paret (även vid sidan av scenen) Palau och Sansom. Ibland har gruppen – vars musik ibland beskrivits som dark folkpop – presenterats som en septett.

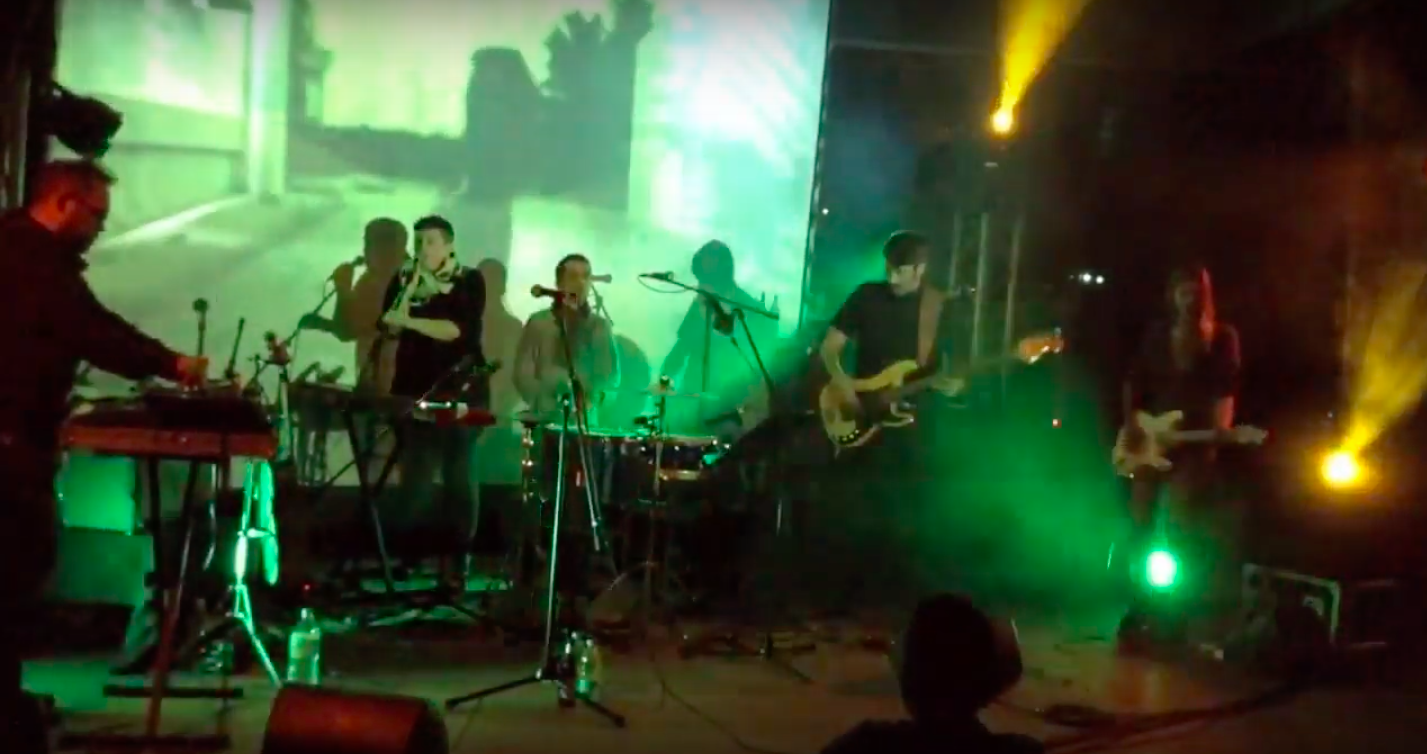
Anímic vid spelning 2013. Från vänster: Juanjo Montañés, Louise Sansom, Ferran Palau, Miquel Plana och Núria Monés.

2006 kom Anímics debutalbum Plou massa poc ('det regnar för lite') och året efter Hau o hïu, vilken gjorde dem mer kända på den katalanska musikscenen. Gruppen blev uppmärksammade för att de redan från början valt att sprida sin musik under Creative Commons-licens, i likhet med bland annat Ripoll-baserade Pullover; gratis musiknedladdning i olika former har även utnyttjats av katalanska eller valencianska grupper som Els Catarres, Txarango och Smoking Souls.

### Senare album
2009 kom albumet Himalaya, där de valt att driva musiken i en mer minimalistisk riktning. Under inspelningen av 2010 års album Hannah spelade Raül Cuevas på nanouk Produccions in en dokumentärfilm omkring gruppen och dess musik.
Anímics femte album Hannibal kom 2013, och återigen var detta en utgivning i samarbete mellan independentskivbolagen Bcore Disco och Les Petites Coses Records. Nu var musiken dock mörkare och med ett tyngre arrangemang. För fjärde gången i rad inleddes albumtiteln med H, en alliterationsmetod som även polska Varius Manx gjort till sin.
2017 återkom gruppen med Skin, ett album som hade ett mer elektroniskt arrangemang. Denna gång var alla låttexterna på engelska, framförda av Louise Sansom. Tidigare hade man blandat engelskspråkiga, mer elektroniska sånger med katalanskspråkigt singer-songwriter-material – det senare i regel med sång av gruppens gitarrist/keyboardist Ferran Palau.

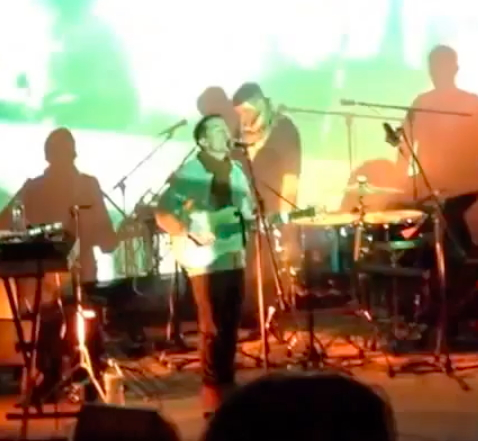
Ferran Palau kombinerar sitt klaviaturspelande med slagverk och akustisk gitarr – och då i regel med sång.

### Parallell solokarriär (Palau)
Vid sidan av medlemskapet iu Anímic har Ferran Palau under 2010-talet haft en solokarriär, vilken fram till 2019 resulterat i fyra album. Hans musik är ofta av typen minimalistisk pop.

## Diskografi
- 2006 – Plou massa poc, Les Petites Coses
- 2007 – Hau o hïu, Les Petites Coses
- 2009 – Himalaya, Les Petites Coses
- 2011 – Hannah, BCore Disc / Les Petites Coses
- 2013 – Hannibal, BCore Disc / Les Petites Coses
- 2017 – Skin, BCore Disc / Les Petites Coses